# Emil Jauch

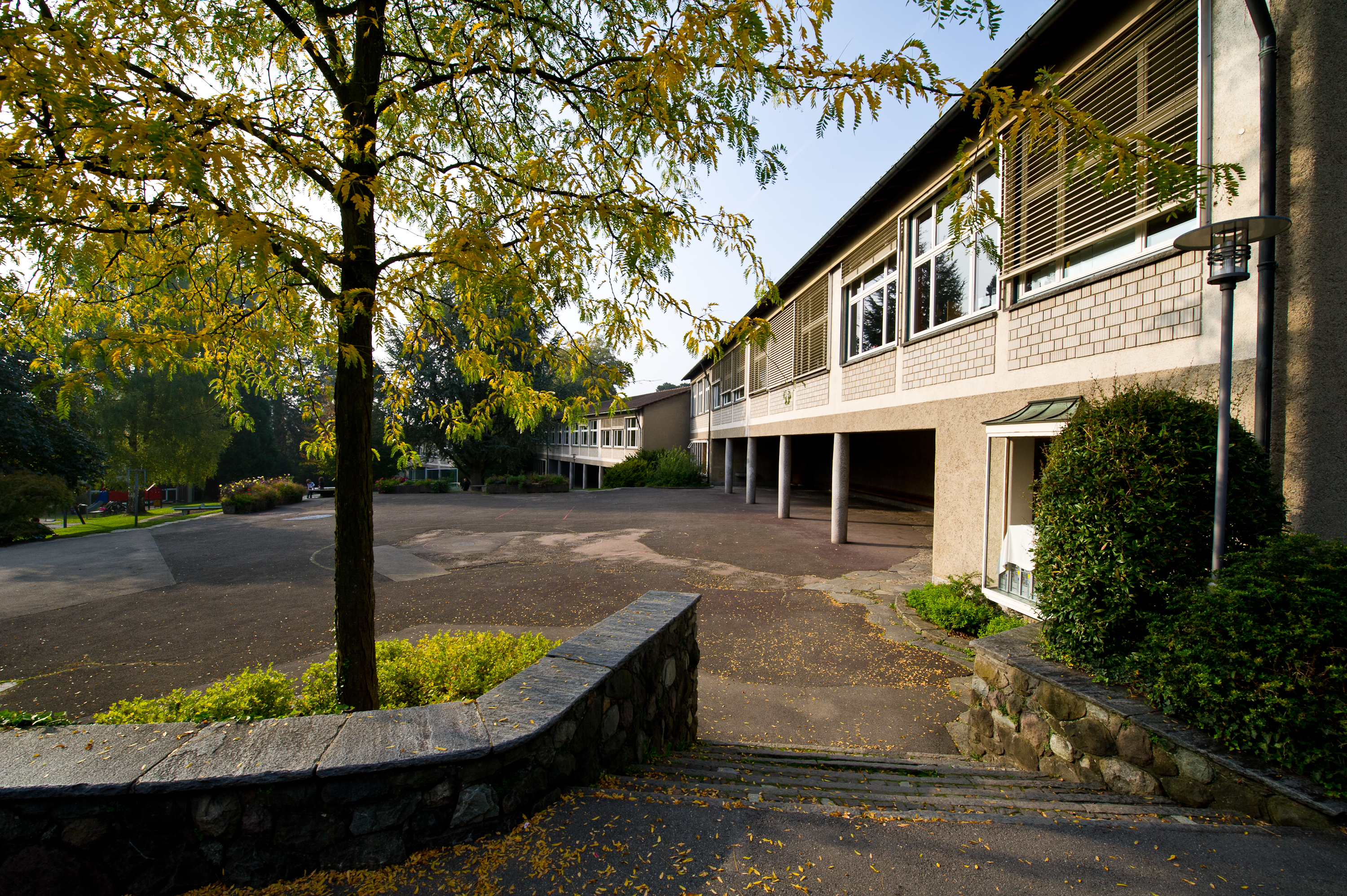
Felsbergschulhaus (1944–1946) in Luzern

Emil Jauch (* 5. September 1911 in Luzern; † 5. Februar 1962 in St. Urban LU) war ein Schweizer Architekt.

## Leben und Karriere
Emil Josef Karl Jauch wurde am 5. September 1911 als Sohn eines Dienstchefs am Telegrafenamt in Luzern geboren, besuchte dort die Primarschule und schloss den durch ein Jahr Kollegium Sarnen unterbrochenen Besuch der Kantonsschule Luzern im Jahre 1930 mit der technischen Maturität ab. Als er sieben Jahre alt war, starb seine Mutter, im Jahr 1930 verlor er seinen Vater. Dank eines Stipendiums konnte er ein Architekturstudium an der ETH Zürich aufnehmen, das er bei den Professoren Friedrich Hess, William Dunkel und Otto Rudolf Salvisberg im Jahr 1934 mit dem akademischen Grad eines Diplom-Ingenieurs abschloss. Nach Mitarbeit bei Roland Rohn in Zürich und ab 1936 bei Giuseppe Ferrini in Bellinzona und Lugano arbeitete er von 1936 bis 1939 bei Sture Frölén in Stockholm. Dort begegnete er im Schweizer Club der aus Estland geflohenen Auslandschweizerin Ilse Imhof, die er 1941 heiratete und mit der er drei Kinder hatte. Nach weiteren Stationen in Basel (Hermann Baur) und Graz hatte er 1942/1943 ein eigenes Büro in Königshütte in Oberschlesien.
Während des Zweiten Weltkriegs kehrte er 1943 in die Schweiz zum kantonalen Bauamt Bern zurück. 1944 nahm er am Architektenwettbewerb für den Neubau des Felsbergschulhauses in Luzern teil, bei dem sein Entwurf den ersten Preis erhielt. Dies ermöglichte ihm, 1945 in Luzern sein eigenes Büro zu eröffnen. Für den Bau des 1947 fertiggestellten Schulhauses assoziierte er sich mit dem Zweitplatzierten des Wettbewerbs, Erwin Bürgi, und führte mit ihm vier Jahre lang ein gemeinsames Büro. Der Bau erregte in der Fachwelt großes Aufsehen und führte zu zahlreichen nationalen und internationalen Publikationen. Das Schulhaus Langendorf, eine weitere Zusammenarbeit, entstand bis 1951 aus einem Wettbewerb, den Bürgi gewann. Weitere Schulhäuser, die zur Ausführung gelangten, befanden sich in Flüelen (1954) und in Hergiswil, gemeinsam mit Walter Hermann Schaad. Mit diesem pflegte er eine lockere Zusammenarbeit.
1950 erhielt Jauch das Eidgenössische Kunststipendium. Er war Mitglied des Bundes Schweizer Architekten, dessen Zentralschweizer Ortsgruppe er 1957 mitbegründete. Nach einem Autounfall 1958 in Cecina schwer hirngeschädigt, konnte er die Entwürfe für den Bahnhof und die Schanzenpost in Bern nicht mehr ausführen.

## Bauten und Entwürfe (in Auswahl)
- 1936–1937: Wohnsiedlung «Gärdet» in Stockholm (mit Architekt Stüre Frölén)
- 1944–1946: Schulhaus Felsberg in Luzern (Ausführung mit Erwin Bürgi)
- 1951: Schulhaus in Langendorf SO
- 1951: Postgebäude in Flüelen
- 1954: Schulhaus Matte in Flüelen
- 1954: Schulhaus Matt in Hergiswil
- 1955–1957: Wohnhäuser an der Würzenbachmatte in Luzern
- 1957: Tennis-Clubhaus in Luzern
- 1958: Einkaufszentrum und Sternhäuser Würzenbach in Luzern

## Belege
1. ↑  N. N.: Wettbewerb für ein Primarschulhaus auf dem Felsberg in Luzern. In: Schweizerische Bauzeitung. Band 124, Nr. 14, 1944, S. 182 ff. (e-periodica.ch).
2. ↑  Alfred Roth: Primarschulhaus Felsberg in Luzern. In: Werk. Band 36, Nr. 7, 1949, S. 207–216, doi:10.5169/seals-28345.

| Personendaten    | Personendaten       |
| ---------------- | ------------------- |
| NAME             | Jauch, Emil         |
| KURZBESCHREIBUNG | Schweizer Architekt |
| GEBURTSDATUM     | 5. September 1911   |
| GEBURTSORT       | Luzern              |
| STERBEDATUM      | 5. Februar 1962     |
| STERBEORT        | St. Urban           |